# Marc Saintout
Marc Saintout, né le 8 septembre 1904 à Saucats (Gironde) et mort le 14 février 1981 à Paris, est un homme politique français.

## Biographie
Fils d'un ancien compagnon de France devenu entrepreneur dans les travaux publics, Marc Saintout poursuit des études de droit avant de s'engager dans les troupes coloniales. Il combat en 1925 durant la guerre du Rif. De 1934 à 1939, il est officier en Indochine. À son retour en France durant la campagne de France, il est fait prisonnier et ne revient qu'en 1943, entrant alors dans la Résistance dans la région d'Orléans.
Retraité de l'Armée en 1949, il dirige la revue Tropiques des troupes de marine, puis commence une carrière politique et devient directeur financier de l'UNR. Lors de l'élection législative de 1958, il est suppléant. Il entre à l'Assemblée en 1962 en éliminant le député indépendant sortant Roger Pinoteau, par 10 253 voix contre 7 668, lors du premier tour, et la communiste Madeleine Marzin, par 16 490 voix contre 14 314 au second tour. Il intervient principalement, au sein du palais Bourbon, sur les sujets touchant à la Défense ou à l'Outremer (service militaire, gouvernement de Nouvelle-Calédonie, commémorations militaires, coopération franco-allemande, etc.).
Il est battu lors des élections municipales et générales de Paris en 1965 ainsi qu'aux législatives de 1967, lors desquelles il se présente en tant que suppléant de Solange Troisier (UD-Ve), battue par la candidate communiste Claire Vergnaud. Il se retire alors de la vie politique afin de se consacrer aux œuvres sociales.
Il a fondé en 1959 la « commune libre Gambetta-Père Lachaise » dont il est président.